# B57 (核爆弾)
B57はアメリカ合衆国が運用していた核爆弾。1963年より1993年まで運用された。
高速の航空機から投下する爆弾として開発された。超音速飛行にも耐えうる強度と形状を有している。全長は3m、胴体直径は37.5cm、基本重量は227kgである。
幾つかのオプションがあり、レイダウン投下用に直径3.8mの減速パラシュートを収納したタイプや水圧信管を備えた核爆雷タイプもあった。サブタイプによって核出力が異なり、Mod0:5kt、Mod1とMod2:10kt、Mod3とMod4:15kt、Mod5:20ktであった。アメリカ海軍向けの核爆雷タイプは10ktとなっていた。
プライマリー装置にはTsetseコアを用いており、これはB43核爆弾やW44核弾頭などと共通である。生産はMark57として1963年から1967年にかけて行われた。1968年にB57に改称している。
B57はアメリカ空軍の戦闘爆撃機のほか、アメリカ海軍の対潜哨戒機 (S-3 VikingとP-3 Orion)にも搭載可能であった。